# Ulica Kapitulna we Wrocławiu

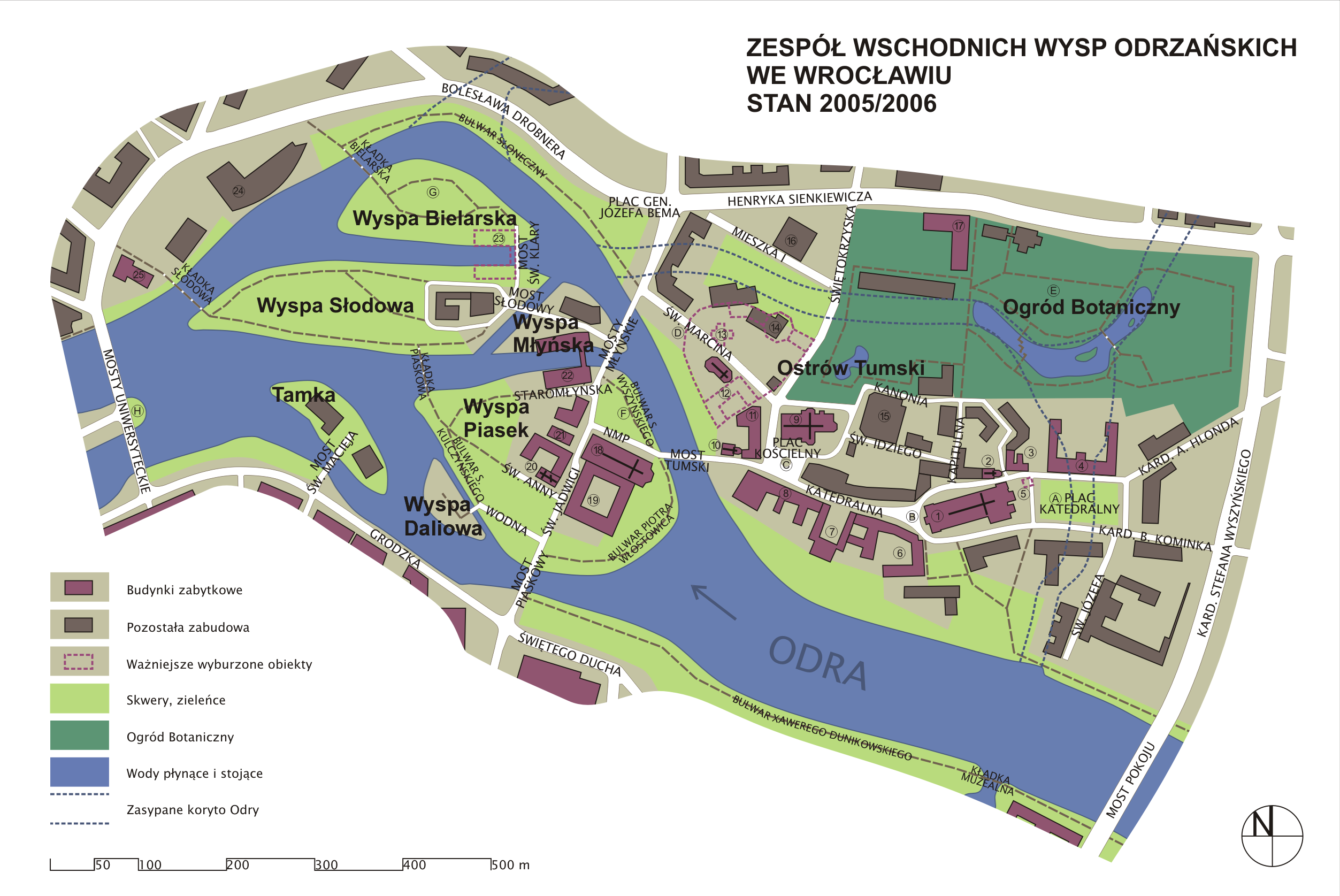
Zespół wschodnich wysp wrocławskich.

Ulica Kapitulna (Kleine Domstrasse, Kapitelweg) – ulica położona we Wrocławiu na Ostrowie Tumskim, na osiedlu Stare Miasto  (obręb ewidencyjny Plac Grunwaldzki), w dawnej dzielnicy Śródmieście. Łączy ulicę Kanonia, przy której po północnej stronie rozpościera się teren Ogrodu Botanicznego Uniwersytetu Wrocławskiego, z placem Katedralnym, przy którym południową pierzeję stanowi archikatedra św. Jana Chrzciciela.

## Historia
Historia obszaru, przez który przebiega ulica Kapitulna, nierozerwalnie związana jest z historią katedry wrocławskiej oraz towarzyszącej jej zabudowy, której geneza sięga 1000 roku, a która położona była we wschodnim krańcu grodu na Ostrowie Tumskim, a za nią przy ramieniu rzeki przebiegały fortyfikacje okalające gród.
Sama ulica wytyczona została w XIV wieku lub nieco wcześniej. Ówcześnie parcele przy ulicy podlegały jurysdykcji kapituły katedralnej. W XVI wieku znajdowały się tu po stronie zachodniej murowane budynki dziekanii, domu wikariuszy, winiarni i domu zakrystianów, a po stronie wschodniej budynki szkieletowe domu subkustosza i szkoła, następnie piekarnia i dom penitencjarzy. Do 1769 roku była ulicą ślepą. Wówczas to wyburzono zabudowę na jednej z posesji w północnej pierzei zamykającej ulicę, co pozwoliło na połączenie z ulicą Kanonia i urządzono tu bramę wałową. W ten sposób droga na północ od ulicy Kanonia, stanowiąca przedłużenie ulicy Kapitulnej, stała się główną aleją urządzonego później ogrodu botanicznego.
Na początku XIX wieku wyburzono winiarnię, a na jej miejscu powstał budynek, w którym urządzono Szpital św. Elżbiety, później św. Macieja. W latach 1870–1875 wybudowano natomiast kamienicę i zespół warsztatów C. Buhla (pracownia malarska firmy Buhl&Pohs).
Po zniszczeniach wojennych, jakie nastąpiły podczas oblężenia Wrocławia w 1945 roku, odbudowa w tym rejonie prowadzona była etapami.

## Nazwa
Do 1824 roku ulica była bezimienna, później nosiła następujące nazwy własne:
- Kleine Domstrasse[1][2], od 1824 r. do 1900 r.[2],
- Kapitelweg[1][2], od 1900 r. do 1945 r.[1],
- Kapitulna[1][2], od 1945 r.[1].

Wcześniejsza nazwa nawiązywała do znajdującej się w pobliżu katedry, podobnie jak nazwa połączonego z ulicą placu Katedralnego, pop. Domplatz, oraz ulicy Katedralnej, pop. Domstrasse, a wcześnie także całego Ostrowa Tumskiego – Dominsel i położonego w ciągu ulicy Katedralnej Mostu Tumskiego – Dombrücke. Ówcześnie była to wspólna nazwa także dla współczesnej ulicy Kanonia i Świętego Idziego, do 1900 roku. Nazwa ta została po tej dacie zachowana dla ulicy Świętego Idziego.
Późniejsze nazwy nawiązują natomiast do wrocławskiej kapituły katedralnej. Współczesna nazwa została nadana tej ulicy przez Zarząd Miejski Wrocławia w 1946 roku (okólnik nr 12 z 7.03.1946 r. w sprawie podania do wiadomości dalszych zmian nazw ulic na terenie miasta Wrocławia).

## Układ drogowy
Do ulicy przypisana jest droga gminna o długości 94 m.
Ulice i place łączące się z ulicą Kapitulną:
- ulica Kanonia[4][17],
- ulica Świętego Idzieg[18],
- plac Katedralny[4][19].

Współcześnie samą ulicę, jak i ulice powiązane, przeznaczono dla ruchu pieszego, z dopuszczeniem dojazdu do obiektów wyłącznie dla ich użytkowników, pojazdów specjalnych i dostawczych. Także ciąg pieszy na północ od ulicy Kanonia, stanowiący przedłużenie osiowe ulicy Kapitulnej i główną oś ogrodu botanicznego, został ustanowiony ciągiem pieszo-rowerowym o szerokości nie mniejszej niż 6 m dla którego obowiązuje nawierzchnia kamienna.

## Zabudowa i zagospodarowanie
Początek ulicy znajduje się na skrzyżowaniu z ulicą Kanonia, przy której po północnej stronie zlokalizowany jest teren Ogrodu Botanicznego Uniwersytetu Wrocławskiego i budynek administracyjny Instytutu Botaniki Uniwersytetu Wrocławskiego. Pierzeję wschodnią stanowi budynek przy ulicy Kanonia 9  i dalej mur ogradzający podwórze tej posesji od ulicy. Następnie położony jest budynek przy placu Katedralnym 18, dawna plebania katedralna, obecnie siedziba wicekustosza kapituły katedralnej i kuratora Ostrowa Tumskiego. Pierzeję zachodnią stanowi budynek przylegający do dawnej kanonii na rogu z ulicą Kanonia i budynek przy ulicy Kapitulnej 4, należących do Domu Generalnego Zgromadzenia Sióstr Bożego Serca Jezusa, dawny szpital Świętego Macieja, oraz mur okalający posesję. Za nimi znajduje się skrzyżowanie z ulicą Świętego Idziego. Następnie położony jest budynek przy placu Katedralnym 19, w którym znajduje się Wrocławska Księgarnia Archidiecezjalna. Koniec ulicy stanowi skrzyżowanie z placem Katedralnym z niewielkim placykiem przy księgarni. Tu po przeciwnej stronie skrzyżowania znajduje się archikatedra św. Jana Chrzciciela.

## Ochrona i zabytki
Obszar, na którym położony jest ulica Kapitulna, podlega ochronie w ramach zespołu urbanistycznego Ostrowa Tumskiego i wysp: Piaskowej, Bielarskiej, Słodowej i Tumskiej, wpisanego do rejestru zabytków pod nr rej.: 195 z 15.02.1962 r. oraz A/678/213 z 12.05.1967 r.. Inną formą ochrony tych obszarów jest ustanowienie historycznego centrum miasta, w nieco szerszym obszarowo zakresie niż wyżej wskazany zespół urbanistyczny, jako pomnik historii  . Również miejscowy plan zagospodarowania przestrzennego umieszcza ten obszar w strefie ścisłej ochrony konserwatorskiej i określa jako obszar o najwyższych wartościach krajobrazowych. Samo miasto włączyło ten obszar jako cenny i wymagający ochrony do Parku Kulturowego „Stare Miasto”, który zakłada ochronę krajobrazu kulturowego oraz uporządkowanie, zachowanie i właściwe kształtowanie krajobrazu kulturowego i historycznego charakteru najstarszej części miasta . Ograniczeniom podlega również kształtowanie nawierzchni drogowych, gdyż w całym obszarze ulicy obowiązuje wykonywanie nawierzchni z kostki kamiennej lub klinkierowej w nawiązaniu do historycznych nawierzchni zabytkowych.
Przy ulicy i w najbliższym sąsiedztwie znajdują się przedstawione w tabeli zabytki.
| nr             | obiekt | powstanie | nr rej.                                    | foto |
| -------------- | --- | --- | ------------------------------------------ | ---- |
| ul. Kanonia    | | |                                            |      |
| n.d.           | Ogród Botaniczny Uniwersytetu Wrocławskiego zamykający oś widokową ulicy Kapitulnej w kierunku północnym | zał. 1811 r., projekt 1857 r., lata 1883-1886, 1914 r., lata 1926-1928, 1929 r., odbudowa 1948 r. (1811 r.)                                                                                             | nr A/2374/2094 z 5.02.1974                 |      |
| 6/8            | budynek administracyjny Instytutu Botaniki Uniwersytetu Wrocławskiego, dawniej: Muzeum Botaniczne przy skrzyżowaniu w ulicy Kapitulnej z ulicą Kanonia.                                                                           | 1888 r. (1886 r.) | A/1399/530/Wm z dn. 22.12.1993             |      |
| 9              | budynek budynek przed jego niezgodnym z prawem wyburzeniem skrzyżowanie ulicy Kapitulnej z ulicą Kanonia (pierzeja wschodnia tej ulicy)                                                                                           | | ochrona w mpzp                             |      |
| ul. Kapitulna  | | |                                            |      |
| 4              | kanonia, dziekania katedralna, ob. Dom Generalny Zgromadzenia Sióstr Bożego Serca Jezusa w pierzei wschodniej ulicy Kapitulnej | XVIII w., ok. 1880 r., 1945 r. zniszczony, 1948 r. rozebrany (pozostały mury obwodowe), l. 1974-1981 odbudowa (XVIII wiek)                                                                              | A/2689/292 z 30.12.1970                    |      |
| pl. Katedralny | | |                                            |      |
| 18             | plebania, probostwo katedry św. Jana Chrzciciela i mieszkania wikariuszy, ob. siedziba wicekustosza kapituły katedralnej i kuratora Ostrowa Tumskiego elewacja zachodnia budynku jest częścią pierzei wschodniej ulicy Kapitulnej | XVIII w., pocz. XIX w., odb. l. 1949–1956, XX/XXI w. (pocz. XIX wieku) | A/2900/58 z dn. 25.01.1962                 |      |
| n.d.           | Archikatedra św. Jana Chrzciciela zamykająca oś widokową ulicy Kapitulnej w kierunku południowym | wzm. ok. 1000 r., l. 1149-1198, l. 1244-1272, XIV w., 1416 r., 1580 r., odb. l. 1669-1671, przeb. l. 1671-1732, l 1873–1875., pocz. XX w., zniszczona 1945 r., odb. l. 1946–1951 (XIII-XIX w., po 1945) | A/5352/2 z 25.11.1947 oraz 42 z 26.10.1961 |      |

Oprócz wyżej wymienionej ochrony wskazuje się także konieczność  zachowania ogrodu ozdobno-warzywnego przy klasztorze wraz z układem i detalami architektonicznymi oraz postuluje się objąć wpisem do ewidencji zabytków znajdujących się na posesji reliktów zabudowy oraz piwnicy pod podwórzem.

## Wrocławskie krasnale
Przy ulicy i w najbliższym sąsiedztwie zamontowano również dwie figurki wrocławskich krasnali.
| nazwa      | miejsce            | sąsiedztwo | foto |
| ---------- | ------------------ | --- | ---- |
| Trisomek   | ulica Kapitulna 4  | przy Klubie Środowiskowym „Pozytywka” dla dzieci z zespołem Downa Dom Generalny Zgromadzenia Sióstr Bożego Serca Jezusa |      |
| Wrocławiak | plac Katedralny 19 | przy Księgarni Archidiecezjalnej skrzyżowanie z Ulicą Kapitulną                                                         |      |